# Can’t Go Home
Can’t Go Home (englisch etwa „Kann nicht nach Hause gehen“) ist ein Lied des US-amerikanischen DJs Steve Aoki und des deutschen DJs Felix Jaehn, in Kooperation mit dem ebenfalls aus den Vereinigten Staaten stammenden Popsängers Adam Lambert.

## Entstehung und Artwork
Geschrieben wurde das Lied gemeinsam von Steve Aoki, Clarence Coffee Jr., Felix Jaehn, Alex James, Whitney Phillips und Harry Sommerdahl. Die Produktion erfolgte durch die beiden Hauptinterpreten Aoki und Jaehn. Abgemischt wurde das Stück durch das deutsche Produzenten-Quartett Hitimpulse (bestehend aus: Jeremy Chacon, Jonas Kalisch, Henrik Meinke und Alexsej Vlasenko). Die Single wurde unter den Musiklabels Liberation Music und Ultra Records veröffentlicht sowie durch One Stop Coffee Shop, Pillowface Publishing, Sony/ATV Music Publishing, Universal Music Publishing, Warner/Chappell Music, Whitney Phillips Publishing verlegt.
Auf dem Cover der Maxi-Single sind lediglich – neben Künstlernamen und Liedtitel – die drei Interpreten, vor einem weißen Hintergrund stehend, zu sehen. Es zeigt Jaehn, Aoki und Lambert (von links nach rechts), auf die von der rechten Seite aus ein Lichtstrahl fällt. Bei der Bildaufnahme handelt es sich um einen Zusammenschnitt aller drei Interpreten und nicht um eine gemeinsame Aufnahme. Ein alternatives Coverbild zu einer Remix-Single beinhaltet die gleiche Bildaufnahme, nur farblich werden die Drei blau-grünlich bestrahlt.

## Veröffentlichung und Promotion
Die Erstveröffentlichung von Can’t Go Home erfolgte als Einzeldownload am 25. März 2016. Rund fünf Monate später erschien mit Can’t Go Home (Remixes) eine Remix-Single als Download am 26. August 2016. Diese erschien als 2-Track-Single und beinhaltete einen Remix des israelischen DJ-Duos Crystal Lake sowie des niederländischen DJs Noisecontrollers. Um das Lied zu bewerben, veröffentlichte Sony Music regional einige verschiedene Promo-Singles auf CD, sie sich je nach Region durch die Anzahl und Auswahl ihrer B-Seiten unterscheiden. Es erschienen unter anderem in Finnland und Frankreich Promo-Singles. Auf der finnischen Ausgabe findet sich neben der Radioversion eine erweiterte Fassung (Extended Version) zu Can’t Go Home wieder. Bislang wurde das Stück auf keinem Album der drei Interpreten veröffentlicht, erschien aber auf namhaften Samplern wie: Club Sounds – Summer 2016, Kontor – Summer Jam 2016 oder auch NRJ Extravadance 2016.
Remixversionen
- Can’t Go Home (Crystal Lake Remix)
- Can’t Go Home (Noisecontrollers Remix)

## Inhalt
Der Liedtext zu Can’t Go Home ist in englischer Sprache verfasst und bedeutet ins Deutsche übersetzt so viel wie „Kann nicht nach Hause gehen“. Die Musik und der Text wurden gemeinsam von Steve Aoki, Clarence Coffee Jr., Felix Jaehn, Alex James, Whitney Phillips und Harry Sommerdahl geschrieben. Musikalisch bewegt sich das Lied im Bereich des Tropical House und des Vocals. Das Tempo beträgt 124 Schläge pro Minute. Aufgebaut ist das Stück auf jeweils zwei zweizeiligen Strophen, einer Bridge, einem Refrain und einem Outro. Das Lied beginnt mit der ersten Strophe, auf die zunächst die Bridge und danach der Refrain folgt. Der gleiche Vorgang wiederholt sich mit der zweiten Strophe. Nach dem zweiten Refrain folgt mit dem Outro der Abschluss des Liedes. Das Outro besteht aus einer Wiederholung des Refrainendes. Der Hauptgesang des Liedes stammt von Adam Lambert, Aoki und Jaehn wirken lediglich als DJs beziehungsweise Instrumentalisten und Produzenten mit.
| “When the bed’s half-made and the light’s blown out, we can build our fate over hollow ground. Open up the cage, let the birds fly out. Cause we can’t go home … like this. Like, like, like, like … cause we can’t go home like this.” – Refrain, Originalauszug | „Wenn das Bett zur Hälfte gemacht ist und die Lichter ausgeblasen wurden, können wir unser Schicksal über hohlen Boden aufbauen. Öffne den Käfig, lass die Vögel fliegen. Weil wir nicht nach Hause gehen können … so nicht. Weil, weil, weil, weil … wir können so nicht nach Hause gehen.“ – Refrain, Übersetzung |

## Musikvideo
Das Musikvideo zu Can’t Go Home feierte am 26. April 2016 auf der Videoplattform YouTube seine Premiere. Zu sehen ist eine Freundschaftsgeschichte zwischen dem berühmten Schimpansen „Eli“ und einer jungen Frau (gespielt von Eryn Krouse). Das Video beginnt mit Eli, der alleine auf der Couch in seinem Strandhaus sitzt. Später begibt er sich zum Strand, wo er sich mit einem Klappstuhl niederlässt. Plötzlich bläst ein Windstoß Elis Hut weg, direkt in die Hände der jungen Frau, die gerade am Strand entlang läuft. Sie bringt ihm den Hut und beide verbringen daraufhin den Tag gemeinsam beim Yoga, auf einer Parkband und einer Hausparty. Nach dem Treffen liegt Eli wieder auf der Couch und die junge Frau im Bett ihres Hausbootes, wo beide miteinander chatten. Am nächsten Tag treffen sich beide wieder. Sie schauen sich zusammen ein Fotoalbum von Eli an, wobei es bei einem Familienfoto zum Streit kommt und sie aus dem Haus stürmt. Es folgen Szenen, in denen beide sich nachdenklich zeigen. Am nächsten Morgen wird Eli, durch eine Orange die gegen das Fenster seines Schlafzimmers geworfen wird, geweckt. Auf dem Balkon stellt er fest, dass es die junge Frau ist. Das Video endet mit beiden, die Hand in Hand am Strand entlang gehen. Die Gesamtlänge des Videos beträgt 3:19 Minuten. Regie führten die beiden Franko-Kanadier Romain F. Dubois und Ménad Kesraoui. Bis Februar 2025 zählte das Musikvideo über 2,6 Millionen Aufrufe bei YouTube.

## Mitwirkende
| Liedproduktion - Steve Aoki: Komponist, Liedtexter, Musikproduzent - Jeremy Chacon: Abmischung - Clarence Coffee Jr.: Komponist, Liedtexter - Felix Jaehn: Komponist, Liedtexter, Musikproduzent - Alex James: Komponist, Liedtexter - Jonas Kalisch: Abmischung - Adam Lambert: Gesang - Henrik Meinke: Abmischung - Whitney Phillips: Komponist, Liedtexter - Harry Sommerdahl: Komponist, Liedtexter - Alexsej Vlasenko: Abmischung Unternehmen - dreambear: Filmproduzent (Musikvideo) - Liberation Music: Musiklabel - One Stop Coffee Shop: Verlag - Pillowface Publishing: Verlag - Scordio Productions: Filmproduzent (Musikvideo) - Sony/ATV Music Publishing: Verlag - Ultra Records: Musiklabel - Universal Music Publishing: Verlag - Warner/Chappell Music: Verlag - Whitney Phillips Publishing: Verlag | Musikvideo (Auswahl) - Evren Boisjoli: Filmproduzent - Evan Brown: Ausführender Produzent - Constance Chamberland: Szenenbild - Romain F. Dubois: Filmeditor, Regisseur - Samuel Gursky: Colorist - James Hall: Filmeditor - Dalton Harts: Tongestaltung - Ménad Kesraoui: Kameramann, Regisseur - Eryn Krouse: Schauspieler - Ryan Margish: Kameraassistent - Rafatoon: Visueller Effekt - Anthony Scordio: Ausführender Produzent - Michael Shafia: Filmproduzent - Corbin Speed: Oberbeleuchter |

## Rezensionen
Jeff Nelson von der US-amerikanischen Internetseite people.com schrieb über Can’t Go Home, dass man das Lied beim Erstellen seiner „Songs of the Summer Playlist“ (englisch etwa „Sommerhits Wiedergabeliste“) als würdige Ergänzung in Betracht ziehen solle. Die deutsche Radiostation bigFM beschrieb Can’t Go Home als „Hammer-Track“. Das deutschsprachige Musik-Portal trendcharts.de beschrieb das Lied als „extrem catchigen, frischen Track“, der mit erhobenem Haupt und gesetzten Segeln zwischen zwei Welten schwimme. Can’t Go Home sei ein „Cross-Genre-Track“, der Aoki nach seiner Linkin-Park-Kollaboration (A Light That Never Comes) den nächsten Top-10-Hit bescheren könnte. Tim Tabens von dance-charts.de ist der Meinung, dass das Stück überzeugen könne. Die Nummer sei eine „absolute“ Rarität und bestes Anschauungsmaterial für verschiedenen Genres, die man heraushören könne. Man könne deutlich hören, dass Can’t Go Home von Aoki und Jaehn produziert wurde. Es sei eine einmalige Produktion aus „Melodic House“ und „fettem Elektro“. Der Gesang Lamberts klinge „bombastisch“. Unglaublich viel Gefühl und eine tolle Melodie würden das Werk schmücken.

## Chartplatzierungen
Einen offiziellen Charteinstieg verfehle die Single, jedoch konnte sie sich in Genre-Spezifischen Chartlisten platzieren. So erreichte Can’t Go Home eine Woche die US-amerikanischen Hot Dance/Electronic Songs und platzierte sich auf Position 35. Des Weiteren konnte sich die Single mehrere Tage in den iTunes-Tagenauswertungen in Brasilien und Kanada platzieren.